# Stanislas Staho
Ne doit pas être confondu avec Stanislas Laczny dit « Staho ».
Stanislas Budzyn, dit Staho (né le 31 octobre 1921 à Recklinghausen en Allemagne et mort le 4 juillet 2009 à Forbach en France), est un footballeur polonais ayant obtenu la nationalité française à l'âge de 28 ans et jouant au poste d'arrière central.

## Biographie

### Joueur
Stanislas Budzyn, alias Staho, naît le 31 octobre 1921 à Recklinghausen, petite bourgade de Rhénanie-du-Nord-Westphalie, dans l'Ouest de l'Allemagne.
Il s'inscrit en 1934 au SA Douai, club avec lequel il évoluera dans les catégories de jeune jusqu'à jouer avec l'équipe première en Division 2. En été 1946, il est vendu au Stade de Reims en échange du gardien champenois César Ruminski, de 700 000 francs et de la promesse d'un match amical se déroulant à Douai.
Mais Staho se blesse au genou et manque donc la totalité du début de saison de Reims. Le 31 octobre 1946, il reprend la compétition avec l'équipe réserve mais le traitement électrique qu'on lui a prescrit pour le soigner l'empêche de pratiquer pleinement des activités physiques.
Il est alors prêté le 24 février 1947 à son ancien club de Douai jusqu'à la fin de saison. Il n'y jouera que 3 matchs. Cela ne l'empêche pas d'être définitivement transféré dans ce club en juin. Mais les premiers mois de la saison 1947-1948 sont durs pour le Polonais qui ne joue pas et pense déjà à repartir ailleurs.
C'est dans cette logique qu'il arrive au FC Nantes en cours de saison 1947-1948, où il restera au total neuf ans. Chez les Canaris, il s'assure une place de titulaire indiscutable et obtient même le capitanat de l'équipe. Il assure même l'intérim au poste d'entraîneur-joueur le temps d'un match, au printemps 1956, avant de prendre sa retraite. Il reçoit la citoyenneté française le 16 décembre 1949.

### Entraîneur
Lors de la fin de la saison 1955-56, Anton Raab, entraîneur du FC Nantes dont l'équipe première tutoie les bas-fonds du classement de Division 2, démissionne du poste d'entraîneur. Stanislas Staho, pilier de la défense canaris, est sollicité pour gérer l'intérim. Il s'exécute mais le seul match qu'il aura à diriger se soldera par une défaite à domicile face aux voisins du Angers SCO (0-2, 38e et dernière journée), le dimanche 27 mai 1956. Les Angevins finiront 2e et seront donc promus en Division 1 tandis que les Nantais termineront à la 17e place (sur 20).

### Reconversion
Stanislas vécut ensuite à Forbach (Moselle). Il meurt le 4 juillet 2009, à Forbach.

## Parcours

### Joueur
- SA Douai  (1945 - 1946)
- Stade de Reims (1946 - janv. 1947)
- SA Douai (janv. 1947 - janv. 1948)
- FC Nantes (janv. 1948 - 1956)

### Entraîneur
- FC Nantes (mai 1956) (par intérim)

## Statistiques
Le tableau ci-dessous résume les statistiques en match officiel de Stanislas Staho durant sa carrière de joueur professionnel,.
| Saison                | Club                  | Championnat           | Championnat | Championnat | Coupe(s) nationale(s) | Coupe(s) nationale(s) | Total | Total |
| Saison                | Club                  | Division              | M.          | B.          | M.                    | B.                    | M.    | B.    |
| 1945-1946             | SA Douai              | Division 2            | -           | -           | -                     | -                     | 0     | 0     |
| 1946-1947             | Stade de Reims        | Division 1            | 2           | 0           | -                     | -                     | 2     | 0     |
| 1946-1947             | SA Douai (prêt)       | Division 2            | 3           | 0           | -                     | -                     | 3     | 0     |
| 1947-1948             | SA Douai              | Division 2            | -           | -           | -                     | -                     | 0     | 0     |
| 1948-1949             | FC Nantes             | Division 2            | 35          | 1           | -                     | -                     | 35    | 1     |
| 1949-1950             | FC Nantes             | Division 2            | 27          | 1           | -                     | -                     | 27    | 1     |
| 1950-1951             | FC Nantes             | Division 2            | 29          | 2           | -                     | -                     | 29    | 2     |
| 1951-1952             | FC Nantes             | Division 2            | 32          | 0           | 1                     | 0                     | 33    | 0     |
| 1952-1953             | FC Nantes             | Division 2            | 31          | 1           | 2                     | 0                     | 33    | 1     |
| 1953-1954             | FC Nantes             | Division 2            | 31          | 0           | -                     | -                     | 31    | 0     |
| 1954-1955             | FC Nantes             | Division 2            | 37          | 1           | 2                     | 0                     | 39    | 1     |
| 1955-1956             | FC Nantes             | Division 2            | 36          | 1           | 2                     | 0                     | 38    | 1     |
| Total sur la carrière | Total sur la carrière | Total sur la carrière | 263         | 7           | 7                     | 0                     | 270   | 7     |